# Eupogonius longipilis
Eupogonius longipilis es una especie de escarabajo longicornio del género Eupogonius, tribu Desmiphorini, subfamilia Lamiinae. Fue descrita científicamente por Bates en 1880.

## Descripción
Mide 5-7 milímetros de longitud.

## Distribución
Se distribuye por Guatemala, Honduras, México, Nicaragua y Venezuela.